# Ністорешть (Констанца)
Ністорешть, Ністорешті (рум. Nistorești) — село у повіті Констанца в Румунії. Входить до складу комуни Пантелімон.
Село розташоване на відстані 182 км на схід від Бухареста, 53 км на північ від Констанци, 93 км на південь від Галаца.

## Населення
За даними перепису населення 2002 року у селі проживали 240 осіб, усі — румуни. Усі жителі села рідною мовою назвали румунську.